# Geiselbrechthof
Der Geiselbrechthof (veraltet auch Geiselbrechtshof) ist ein Gutshof in Wulzeshofen in der Stadtgemeinde Laa an der Thaya in Niederösterreich.

## Geografie
Der Gutshof befindet sich südlich von Wulzeshofen.

## Geschichte
In dem ehemals stark versumpften Gebiet, das heute als Salzsteppe geschützt ist, deuten archäologische Funde auf eine frühe Besiedelung hin. Im 13. und 14. Jahrhundert wird hier der abgekommene Ort namens Geiselbrechts mehrmals urkundlich erwähnt, 1396 belehnte Herzog Albrecht einen Johann von Roggendorf mit Gülten auf behausten Untertanen zu Geiselbrechts. Es ist davon auszugehen, dass die Siedlung um den Gutshof angelegt war und bis in die frühe Neuzeit Bestand hatte. An dieser Stelle befindet sich heute nur mehr der großzügig ausgebaute Gutshof. In der Katastralmappe wird die Lage als Geiselbrechtshof geführt. Laut Adressbuch von Österreich waren im Jahr 1938 Wilhelm Sedlar als Landwirt tätig.